# Élections législatives pakistanaises de 1997
Les élections législatives pakistanaises de 1997 ont eu lieu le 4 février 1997, dans le but de renouveler les élus de l'Assemblée nationale et des quatre assemblées provinciales du Pakistan reçu lors des élections législatives de 1993. Ce sont donc des élections anticipées, à la suite de la destitution du Premier ministre Benazir Bhutto et de son gouvernement du Parti du peuple pakistanais par le président Farooq Leghari, qui dissout aussi les assemblées et convoquent donc des élections anticipées.
Ces élections aboutissent à la plus importante victoire de la Ligue musulmane du Pakistan (N) de son histoire, avec une majorité des deux-tiers, Nawaz Sharif redevenant Premier ministre puis Muhammad Rafiq Tarar est ensuite élu président. Le taux de participation est historiquement bas, marquant la lassitude de la population face à l'instabilité chronique. Durant son mandat, Sharif réforme la Constitution, mais entrant en conflit avec l'armée, il est renversé par son chef, Pervez Musharraf, le 12 octobre 1999.

## Contexte
À la suite des dernières élections législatives de 1993, le Parti du peuple pakistanais et Benazir Bhutto étaient revenus au pouvoir pour la seconde fois depuis 1988, et la Ligue musulmane du Pakistan (N) avait subi de peu une défaite, dans un contexte de crise politique, le Premier ministre Nawaz Sharif étant entré en conflit avec le président Ghulam Ishaq Khan.
Au cours de son second mandat, Bhutto est entrée en conflit avec le nouveau président de la République, pourtant issu du même parti politique qu'elle. Le 6 novembre 1996, avec le soutien du chef de l'armée, Farooq Leghari démet le Premier ministre et son gouvernement et dissout toutes les assemblées, accusant Bhutto de « corruption, mauvaise gestion et atteinte à l'indépendance de la justice ». Il s'agit de la quatrième fois consécutive qu'un gouvernement civil est démis de ses fonctions par le président de la République et avec le soutien de l'armée. Cette décision est confirmée par la Cour suprême en janvier 1997.

## Campagne
Les deux principaux protagonistes du scrutin sont, tout comme lors des derniers élections législatives de 1993, le Parti du peuple pakistanais de Benazir Bhutto et la Ligue musulmane du Pakistan (N). Cela-dit, un total de 6 000 candidats répartis dans 47 partis politiques se présentent, dont notamment deux factions dissidentes du PPP, dont l'une avait été créée par Murtaza Bhutto, tué l'année précédente lors d'une fusillade à Karachi. La Jamaat-e-Islami boycotte quant-à elle le scrutin, et enfin le Mouvement du Pakistan pour la justice, dirigé par le vedette de cricket Imran Khan, entre sur la scène politique et s'affiche comme une alternative aux deux partis traditionnels.
Lors de la campagne, les deux grands partis s'accusent mutuellement de corruption et mauvaise gestion, en référence à leur renvoi respectifs du gouvernement pour ces motifs. La campagne s'est aussi concentrée pour la première fois autour de l'émergence des talibans en Afghanistan et de la montée de la violence islamiste. Les sondages préélectoraux prédisent une victoire de la ligue sur le PPP, par 40 % des voix contre 20, avec un taux de participation faible.

## Résultats
La Ligue musulmane du Pakistan (N) remporte très largement ce scrutin, autant dans les urnes où elle réunit près de 46 % des voix, que dans les circonscriptions où elle obtient une très large majorité absolue, réunissant de deux-tiers des sièges à l'Assemblée nationale. En revanche, le Parti du peuple pakistanais subit la pire défaite de son histoire, avec près de 22 % des voix et surtout seulement 18 députés, tous venant du Sind. 
Le taux de participation chute à 35,5 %, le plus faible de l'histoire du pays, montrant un désintérêt de l’électorat après une décennie de conflits politiques qui a conduit à ce que chaque gouvernement soit démis de ses fonctions avant de terminer son mandat, ces élections étant les quatrième élections anticipées de suite, après celles de 1988, 1990 et 1993.
| Partis                                       | Vote populaire | %    | Sièges |
| -------------------------------------------- | -------------- | ---- | ------ |
| Ligue musulmane du Pakistan (N)              | 8 751 793      | 45,9 | 137    |
| Parti du peuple pakistanais                  | 4 152 209      | 21,8 | 18     |
| Mouvement Muttahida Qaumi                    | 764 207        | 4,0  | 12     |
| Ligue musulmane du Pakistan (J)              | 624 286        | 3,3  | 0      |
| Parti du peuple pakistanais (Shaheed Bhutto) | 377 228        | 2,0  | 1      |
| Parti national Awami                         | 357 002        | 1,9  | 10     |
| Jamiat Ulema-e-Islam (F)                     | 325 910        | 1,7  | 2      |
| Mouvement du Pakistan pour la justice        | 314 820        | 1,7  | 0      |
| Parti national baloutche                     | 124 754        | 0,7  | 3      |
| Autres partis                                |                |      | 3      |
| Indépendants                                 | 1 482 033      | 7,4  | 21     |
| Total (participation : 35,5 %)               | 19 516 716     | 100  | 207    |

## Conséquences
Disposant d'une large majorité, Nawaz Sharif redevient logiquement Premier ministre à la tête d'un gouvernement n'étant pas dépendant d'une coalition. La Ligue musulmane du Pakistan (N) remporte aussi largement l'Assemblée provinciale du Pendjab, forme un gouvernement de coalition avec le Parti national Awami dans la province de la Frontière-du-Nord-Ouest. Elle réussit aussi une percée à l'Assemblée provinciale du Sind, même si le Parti du peuple pakistanais y conserve une relative majorité. Le 1er janvier, Muhammad Rafiq Tarar est élu président.
Facilitant ses projets de révision de la Constitution, sa large majorité au Parlement lui permet de faire passer sa réforme qui supprime les principaux pouvoir discrétionnaire du président, comme celui de démettre le Premier ministre et de dissoudre les assemblées.